# Geogale aurita
Il tenrec dalle grandi orecchie (Geogale aurita Milne-Edwards & A.Grandidier, 1871) è un mammifero afrosoricida appartenente alla famiglia dei Tenrecidae. È l'unica specie del genere Geogale e della sottofamiglia Geogalinae.

## Distribuzione e habitat
Come la maggior parte dei tenrec, è un animale endemico del Madagascar, dove colonizza le foreste e le zone cespugliose tropicali e subtropicali a clima secco.

## Conservazione
Nonostante venga segnato come "a basso rischio", la perdita dell'habitat potrebbe metterlo in pericolo in un futuro prossimo.